# 종교개혁기의 교육

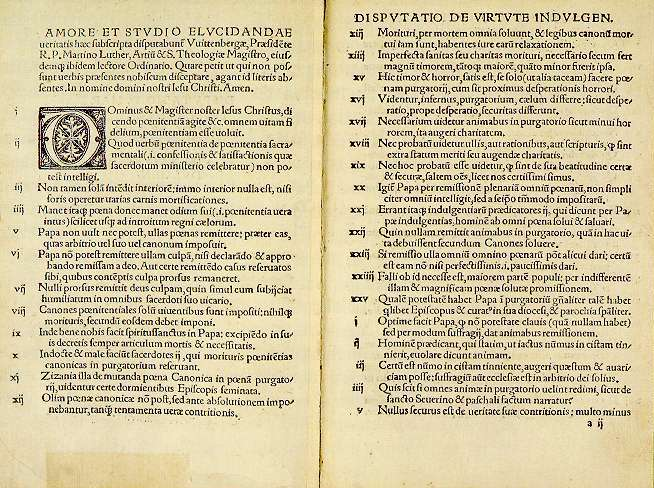
종교개혁을 촉발한 마르틴 루터의 95개조 반박문.

종교개혁기의 교육은 14세기 중반부터 16세기 후반까지의 교육활동을 의미하며, 주로 북유럽의 교육활동에 국한된다.

## 시대적 상황
종교개혁으로 인해 교육은 세계의 장래를 담보할 획기적인 의의를 갖게 되었다. 종교개혁을 계기로 교육 분야에 일어난 변화는 유럽 모든 지역에 학교가 설립되었다는 것과 서부 유럽 대부분의 지역에서 교육에 대한 사항이 교회에서 국가로 옮겨갔다는 것이다.
종교개혁 초기에는 괄목할만한 변화가 보이지는 않았다. 초기 종교개혁 지도자들이 하는 일은 단지 기존의 교육기관을 그대로 운영하는 일 정도였고, 달라진 것은 교회조직의 변화에 따른 학교 조직의 사소한 변화에 불과했다. 또한 이 시기의 종교개혁가들은 그들이 펼친 활동이 필연적으로 초래할 사회적 변화에 대해 거의 의식하지 못하고 있었다. 이러한 상황에서 교육활동이 종교개혁 이전에서 이후로 순탄하게 이행될 수 있었던 것은, 종교개혁이 북부유럽 문예부흥의 직접적 산물이었기 때문이었다. 즉, 종교개혁에 의하여 도입된 새로운 교육적 이상은 유럽 인문주의자들의 이상에서 도출되었다는 의미이다.

## 종교개혁 이전의 독일(신성 로마 제국)의 교육
이 시기 독일(신성 로마 제국)의 여러 제후국에서 인문주의가 발전한 과정은 이전 시기의 네덜란드의 경우와 유사했다. 독일에서도 사장문화의 부흥은 번창하는 자유도시를 중심으로 하는 독일 고유의 문학 운동과 교육 운동에 의해 이루어졌다. 14세기 중반 이후 독일의 여러 도시에 대학교가 우후죽순으로 설립기 시작했다. 보헤미아 지역의 프라하 대학교는 1348년에 설립되었는데, 이 대학교에는 독일 각지에서 학생들의 몰려들어 등록 재학생이 1만인을 넘어섰다. 1365년에는 합스부르크 왕가에 의해 독일 지역 최초의 종합대학인 빈 대학교가 설립되었고, 1380년대에서 1400년에 이르는 기간 사이에는 하이델베르크, 쾰른, 에르푸르트, 라이프치히, 로스토크 등지에 대학교가 설립되었다. 이후 약 50년이 흐르고나서 그라이프스발트, 프라이부르크, 바젤, 잉골슈타트, 트리어, 마인츠, 튀빙겐, 비텐베르크, 프랑크푸르트안데어오데르 등지에 대학교가 설립되었다.
이러한 대학교 대부분은 중세의 연장선 상에 놓여있는 것이었으며, 주로 파리 대학교를 모델로 삼고 있었다. 그러나 이 대학교들과 파리 대학교 간의 중대한 차이는 이 대학교들이 파리 대학교보다는 훨씬 세속적인 성격을 지녔다는 것이다. 이러한 차이는 독일 지역의 대학교가 부유한 시민과 귀족계급의 고등교육에 대한 열망에 의해 설립되었기 때문에 나타난 것이며, 이들 대학교 중 일부는 인문주의적 관심을 가진 군주들의 후원을 받아 중세적 성격에서 탈피한 학교도 있었다. 이러한 상황적 조건에 의하여, 도미니코 수도회의 강력한 영향 아래 놓여 있던 쾰른 대학교를 제외한 모든 독일의 대학교들은 루돌푸스 아크라콜라(Rodolphus Agricola)와 같은 대학자의 지도와 당시 유럽에 출현한 인쇄기로 인쇄한 저렴한 책들에 의해 알프스 이남 남부 유럽의 새로운 학문을 적극적으로 수용하였다.
일례로, 막시밀리안 1세가 오스트리아 전역의 학자와 시인들을 초빙했던 빈 대학교에는 시학부(時學部)가 설치되어 있었고, 이 학부에서는 라틴문학을 연구하고 교육하였다. 프라이부르크 대학교와 바젤 대학교에도 시학부가 설치되어 있었다. 한편, 마인츠 대학교는 독일 인문주의의 허브로서 수많은 인문주의 서적을 출한하였고, 이후에도 북유럽 인쇄의 본거지로 자리매김 하였다. 특히, 작센 선제후 프리드리히는 1502년 인문학의 발전을 목적으로 비텐베르크 대학교를 설립하였다. 이 대학교의 수사학 교원인 마르틴 루터는 문학의 부흥을 종교의 영역으로 확대하여 구 종교의 모순적 장벽을 타파하는 역할을 하였다.
독일의 대학교에서 인문학 연구가 확산 일로에 들어서자 대학교 이하의 초중등교육기관의 성격도 변화하기 시작했다. 독일 전역에 걸친 공동생활 형제단 학교 조직의 확대는 교육의 전반적 질의 향상을 가져왔다. 하지만 이 학교들이 인문학을 본격적으로 수용하고, 질적으로 비약하기 시작한 것은 대학교에서 교육받은 졸업생들이 대거 교사로 진입하기 시작하면서 부터이다. 그런데 대학교에서 새로운 인문주의 교육을 받은 교사들은 여전히 도처에서 전통적 장벽을 직면하고 있었다.
이 시대의 저명한 교원이었던 야코프 빔펠링(Jakob Wimpfeling)이 위와 같은 상황에서 교육의 새로운 길을 제시한 대표적인 인물이었다. 빔펠링은 알자스 공동생활 형제단 학교를 졸업하고 바젤 대학교, 에르푸르트 대학교, 하이델베르크 대학교에서 고등교육을 받았다. 그는 하이델베르크 대학교에서 시학(문학) 교수를 역임한 후 이 대학교 총장도 하였다. 그는 교육개혁론자로 교육 상황을 개선하는 것을 목적으로 하는 수많은 저서를 남겼다. 빌펠링인 쓴 《독일만민교육》은 교사를 위한 지침서인데, 그는 이 저서에서 교육은 학문과 신앙 모두를 중시해야 한다고 역설하였고, 문법 교육은 라틴어를 기초적인 수준에서만 읽고 쓸 수 있을 정도까지만 한정하자고 주장하였다. 또, 빔필링은 자신의 교육적 입장을 바탕으로 한 교과서도 편찬하였는데 《청년독본》이 바로 그것이다. 《청년독본》은 일반적인 교육론을 담고 있는 총론과 라틴어 산문과 운문들로 구성된 각론으로 이루어져 있다. 한편, 빔필링은 그의 마지막 저서 《게르마니아》에서 당시 교육의 방향을 전환하는 획기적인 제안을 하였다. 빔필링은 모든 학교의 목적이 고전교육을 고등한 수준까지 실시하여 모든 학생을 완성된 학자로 만들 필요는 없다고 주장하였다. 아울러 대다수의 학교는 고전교육을 학생이 교회나 국가의 기관에서 일할 수준 정도까지만 행하고, 나머지 기간이나 시간에는 전쟁, 건축, 농업, 상공업등과 관련된 지식과 이 분야에 대한 고대와 현대의 저술들을 교육해야 한다고 주장하였다. 빔필링은 이러한 주장을 펼치면서 자신이 제시한 학교 모델이 독일에 널리 퍼진다면 학교의 설립과 운영비용을 획기적으로 줄이고도 독일은 유럽에서 가장 부강한 나라가 될 것이라고 역설하였다.
한편, 에라스뮈스는 북부 유럽에서의 인문주의 운동은 제 갈 길을 가도록 내버려두어도 궁극적인 목적점에 도달하여, 많은 대학교와 학교들이 인문주의 이상으로 전향될 것이라 여겼다. 그러나 그러한 생각은 그 누구도 옳다고 말할 수 없는 것이며, 그 정도로 북부 유럽의 인문주의 운동의 확산 속도는 비참하리만큼 느렸다.
이 시기 북부 유럽의 대학교에서의 인문주의 운동은 소수의 영민한 학자들의 연구와 교육에 의존하고 있었으나, 그들의 지위는 불안정하여 인문주의를 널리 확산시키지는 못하였다. 심지어 인문주의 운동이 비교적 큰 성과를 거두었다고 하는 학교에서도 인문주의의 영향력은 기성 전통을 능가할 수 있을 정도로 막강한 영향력을 갖고 있는 교사에게만 국한되었다. 이와 같은 상황이 종교개혁 운동으로 기존의 교회와 정치조직이 붕괴하고 학문활동이 사실상 마비 상태에 빠진 당시의 교육사태였다. 그러나 이는 종교개혁이 반인문주의적 성격을 갖고 있었다는 의미는 아니다. 오히려 종교개혁을 가능하게 한 것이 바로 인문주의적 각성이었다.
문학과 교육을 부흥해보려는 자는 누구나 당대 기성 교회 운영의 개혁을 추구하는 데 동참하고 있었으며, 이들 중 에라스뮈스와 같은 인사들은 그 개혁을 내재적 힘에서 시작시키기 위해 노력하였다. 그러나 인문주의가 일으킨 비판의 힘과 변화의 열의는 에라스뮈스와 같은 온건한 학자들이 제시하는 제한된 범위에 머물지 않았다.
때문에 마르틴 루터가 종교개혁의 기치를 세우기가 무섭게 젊은 인문주의자들은 루터의 운동을 혁명으로 전환하여 기독교 왕국들이 두 개의 반대되는 진영으로 갈라지는 결과를 몰고왔다. 이러한 격동 속에서 인문주의뿐만 아니라 모든 형태의 학문활동과 교육이 심각한 타격을 받았다. 먼저, 기존 교회에 대한 적개심은 직간접적으로 그 교회 산하의 교육기관에 대한 적대심으로 연결되었다. 교회 부설학교에 기부되었던 재산은 종교개혁의 편에 선 권력자에게 몰수당했으며 이러한 학교 중 일부는 아예 폐교되기도 했다. 또한 독일 농민 전쟁으로 인한 황폐화는 학생의 수를 격감시켜 학교를 거의 쓸모없는 지경으로 만들기까지 했다.
둘째로, 재세례파와 괕은 급진적인 종교개혁가 집단에서는 여러 가지 정황적 요건을 무시하고 모든 문화를 교회와 국가의 악의 근원으로 간주하여 그것을 없애려고 하였다. 이들은 학문에 담긴 세속적 지헤를 신앙에서 오는 영적 지식과 대립되는 것으로 여겼다. 물론 종교개혁가 중에서도 온건한 사람들은 이러한 견래를 수용하지는 않았다. 루터나 필리프 멜란히톤같은 인사들은 학문에 관심을 갖고 있었으며 기본적으로 새로운 교리 아래 세워지는 교회를 위해서는 학문이 필요하다는 것을 충분히 인지하고 있었다. 그러나 이러한 인사들의 경우에도 해당 문제와 관련된 논쟁이 격화되어 신앙과 학문 둘 중에 하나를 선택하라는 압박을 받는다면 자연히 학문에 대해서 반대되는 신앙의 입장을 대변했다. 루터의 신랄한 어록에 의하면, 당시의 “대학교와 학교는 당나귀의 우리요 악마의 소굴”이라고 칭했을 뿐만 아니라 종교개혁의 필요성은 인식했지만 개신교로의 개종은 거부한 에라스뮈스와 같은 온건한 인문주의자들을 비판하였다.
이러한 루터의 비판에 대해 에라스뮈스는 “루터의 영향력이 미치는 곳에서는 학문이 외면받고 있다.”고 불평하였다. 에라스뮈스의 이와 같은 불평에는 전혀 근거가 없든 것은 아니지만 그 책임을 전적으로 루터나 그의 종교개혁 운동으로 돌릴 수는 없다. 최소한 이 당시의 학문ㆍ교육적 쇠퇴는 종교개혁이 독일과 북부 유럽의 사회생활 전체를 혼란속으로 몰아 넣은데 따른 불가피한 결과였다. 하지만 어디까지나 종교인으로서의 소임이 학자로서의 삶보다 우선이었던 루터는 인문주의에 대한 공격을 가함으로써 교육 현실의 어려움을 가중시켰다는 비난을 피해갈 수는 없을 것이다. 이와 관련하여 에라스뮈스는 아래와 같이 말하였다.
| “ | 마르틴 루터는 고전학습에 대한 증오와 경멸을 퍼붓는다. 이것은 우리에게 치명적인 피해를 주지만, 정작 그에게는 별로 이로울 것도 해로울 것도 없다는 것이 문제이다. | ” |

## 마르틴 루터의 교육적 이상
에라스뮈스는 인문학의 쇠퇴를 우려한 나머지 루터와 그의 재능을 인정하지 않았다. 루터가 에라스뮈스만큼 고전 학습의 중요성을 강조하지 않았던 것은 사실이지만, 두 사람 간의 견해차는 양자의 논쟁이 시사하는 정도로 큰 것은 아니었다. 루터와 에라스뮈스 모두 중세적 요소에 항거하면서 사회개혁을 위한 이상향을 과거에서 찾았다. 루터는 그 이상향을 초기 기독교 교회의 삶과 이상에서 찾으려 한 반면, 에라스뮈스는 고대 그리스와 고대 로마의 세속적 제도에서 이상향을 찾으려 하였다. 즉, 두 사람은 라틴어와 그리스어를 학습하는 과정을 통해 고대의 지혜에 접근해야 한다는 공통된 견해를 피력하고 있는 것이다.
그러나 루터가 바라본 교육문제는 에라스뮈스가 파악한 교육 현안보다 훨씬 심각한 것이었다. 루터는 기존의 교회와 절연하고 새롭게 창조한 체제에서도 학문과 교육은 이전과 다름없이 여전히 중요하다는 것을 인정하면서도, 에라스뮈스가 추구하던 지적귀족주의를 통한 고전 부흥에는 동조하지 않았다.
종교개혁을 받아들인 독일의 여러 공국들에서는 기존 교회의 권위가 상실되었고 이와 함께 교육체제 전반이 혼란에 빠지게 되었다. 그 결과 관료와 정치인, 종교계 인사를 위한 교육뿐만 아니라 일반 대중을 위한 교육의 중요성이 크게 대두되었다. 일상 생활에서의 교육에 대한 필요뿐만 아니라 신도 자신이 성경과 교리문답을 알아야한다는 개신교의 새로운 종교관에 의해 이전과는 완전히 다른 교육체계가 요구되었다. 루터 자신이 기술한 바와 같이 종교개혁으로 인해 한 개인이 20~30년의 기간 동안 도나투스(Aelius Donatus)의 저술을 학습하는 교육은 이미 구시대의 산물이 되어 버린 것이다.
종교개혁기 교육 재건 사업은 루터에 의해서 시작되었다. 1521년 보름스에서 개최된 독일제국의회에서 개신교는 로마 기독교에서 분리되어 하나의 종교로 인정받게 되었다. 루터는 이 사건 직후 라틴어 성경을 독일어로 번역하는 일에 착수하여 1522년 신약성경 번역판을 출판하였다. 1524년에 루터는 「독일 내의 모든 도시의 시장과 시의회 의원들에게 보내는 기독교 학교의 설립과 운영을 촉구하는 서한(Letter to the Burgomasters and Councillors of all towns in German lands, urging the Establishment and Maintainance of Christian Schools)」에서 교육에 대한 그의 신념을 상술하였다. 몇 년 뒤에는 「아동의 취학의무에 대하여(Discourse on the Duty of sending Childern to School)」라는 논문을 발표하였다. 루터는 이 논문에서 국가가 학교를 설립하여야 하고, 강제적인 수단을 동원해서라도 아동을 취학시켜야 한다고 주장했다.
루터는 자신의 입장을 다른 이들에게 말하는 것에 그치지 않았다. 그는 일생에 걸쳐 교육사업에 지대한 관심을 가졌으며, 수많은 학교의 설립과 교육 혁신 운동에 참여하였다. 뿐만 아니라 이 시기 독일의 여러 지역에서 제정된 학교조례에서는 루터의 교육적 신념을 살펴볼 수 있다.
루터가 교육에 대해 직접적인 언급을 한 적은 그리 많지는 않지만, 그의 발언들은 하나같이 개혁적인 성격을 띄고 있으며, 루터의 주무대인 독일뿐만 아니라 수많은 나라의 교육 발전에 영향을 미쳤다. 루터의 교육에 대한 전제는 새로운 교회는 구 시대의 교육사업을 넘겨받아야 한다는 것이다. 고전 언어에 대한 올바른 지식과 이해는 성경을 정확히 이해하기 위한 필수 요소이며, 때문에 새로운 교리를 확립하고 전파하는데 그러한 지식과 이해가 요청되었다.
루터가 교육을 통하여 종교를 진흥하는데 일차적인 관심을 둔 것은 사실이나, 교육에는 종교 이외의 수많은 분야가 결부된다는 점을 명확히 인지하고 있었다. 이러한 측면에서 루터는 아래와 같이 말한 바 있다.
| “ | 설령 영혼도 없고 천국이나 지옥도 없고 오직 세속적인 세계만 있다고 해도 여전히 학교는 있어야 한다. 학교에서는 국가의 관료나 가정을 잘 꾸려나가는 사람이 길러져야된다. …… 한 도시의 번영은 많은 금화와 강력한 성벽, 좋은 가옥에서 오는 것이 아니라 모든 보물과 재산을 획득하고 유지하며 그것들을 활용할 수 있는 총명하고 유능하며 지혜롭고 명예로운 교육을 잘 받은 시민에게 달려있다. | ” |

“이 세상과 다음 세상을 위하여 아동을 준비시키는 교육은 어떤 것이어야 하는가?”에 대한 질문의 루터의 대답은 가정교육과 학교교육 양자 모두를 중시하는 측면에서 행해졌다. 루터는 그의 저서 《대교리문답》에서 가정의 아버지는 직접 자신의 자녀와 하인에게 교리를 직접 가르쳐야 하며, 가정교육의 내용적 제약성을 극복하기 위해 아동은 학교에서 언어와 예술, 역사 등과 같은 ‘천지 창조 이래 일어난 모든 일에 대한 경험을 아동 자신의 내부에 확보’해야 한다고 역설하였다. 루터의 주장에 의하면, 학교는 시(Municipal)에서 설립해야 하며, 공공의 비용으로 유지되어야 한다. 이와 관련한 루터의 기술은 아래와 같다.
| “ | 시에서는 해마다 막대한 비용을 들여 도로를 건설하고 성곽을 보수하거나 새로 쌓으며, 무장한 군인들이 항상 전투에 임할 수 있도록 하고 있다. 그만한 돈으로 한두 명의 훌륭한 교원을 확보해서는 안 될 이유가 어디에 있는가? 일단 학교를 시에서 설립하고 난 뒤에 시 당국은 그 권위를 이용하여 아동의 취학을 보장하여야 한다. 만약 통치자가 그들의 신체 강건한 신민에게 창과 총을 짊어지도록 강요할 수 있다면 그것보다 더 당당한 근거로 그들에게 자녀를 학교에 보내도록 강요할 수 있어야 한다. 악마는 우리로 하여금 교육을 게을리하도록 하여 도시와 국가에 해를 끼치도록 은밀히 획책하고 있으며, 이 악마와 싸워야 하는 전쟁은 훨씬 육체적 싸움보다 더 지독한 전쟁이다. | ” |

루터는 무상·무제한적 교육을 실시해야한다고 주창하였다. 또한 그러한 교육은 성별과 계급의 차별과 무관하여야했다. 더욱이 루터는 교육에 따르는 경제적 난점을 극복하려하였다. 루터가 활동하던 당대의 대부분의 사람들은 극히 빈곤하였으며, 그들의 자녀가 교육을 받는 데 필요한 금전적 요인을 차치하고서라도 시간적 측면에서의 기회비용이 상당히 컸다. 루터는 이러한 상황을 고려하여 학생의 상황에 따른 시수변동적 교육과정을 제공해야 한다고 주장하였다.
한편, 루터는 교육내용으로서 아래와 같은 언급을 한 바 있다.
| “ | 본인의 경우에 만약 본인에게 자녀가 있다면, 본인은 그들에게 언어와 역사뿐만 아니라 노래와 음악, 그리고 수학의 여러 분야에 대하여 학습하도록 할 것이다. | ” |

보통학생의 경우 성경에 대한 지식의 학습, 체육과 음악을 교육하는 것은 크게 어려운 일이 아니겠지만, 라틴어·그리스어·히브리어 학습을 의미하는 ‘언어’교과는 공무원, 성직자, 학자와 교원이 될 소수의 선발된 학생을 위한 것이다. 또한, 루터가 언급한 ‘수학’교과는 변증법이나 수사학 같은 대학교에서나 학습하는 고등 교과였다. 한편, 일반 대중은 그 나라 말의 성경을 가져야한다는 루터의 주장에 비추어 볼 때, 루터의 교과관에 모국어 과목이 없는 점은 특이하다. 그러나 루터는 모국어는 가정이나 시장, 교회와 같은 일상 속에서 가장 잘 학습될 수 있다고 생각하였다.
위와 같은 루터의 교과에 대한 다양한 생각을 종합하여보면, 루터는 일반 대중을 위한 초급적 교육과 시민사회나 종교계의 간부급 이상이 될 인물들을 위한 수준 높은 교육을 분리하여 생각한 듯하다. 이러한 루터의 분리적 사고는 명확하게 드러나지는 않았지만 이후 북유럽에서 기독교적 교육체계가 자리를 잡아나가면서 위와 같은 분리가 가시되게 되었다.

## 독일(신성로마제국)에서의 개신교 교육의 발달
종교개혁이 시작된 독일에서 종교개혁을 기반으로 한 사회 개혁이 이루어져야 한다는 루터의 주장은 개신교 신앙에 동조하는 군주들과 학자들에게 전폭적인 지지를 받았다. 이러한 지지를 바탕으로 권력 기관, 학계, 종교계가 긴밀히 협력하여 교육 재건 및 개혁 사업이 급속도로 진전되게되었다. 이때 주로 발전한 교육기관은 대학교와 중등교육기관들이었다.
먼저, 이전 시대에 도시에서나 볼 수 있었던 공립학교들이 조직화되었고 도시 이외의 지역까지 확산되었다. 특히, 작센 모리츠 수도원을 폐쇄하여 이곳에서 몰수한 재산으로 세개의 왕립학교(Princes' School)가 설립된 이후에는 공립학교와 병렬적인 성격으로서 국가의 재정지원과 통제를 받는 국립학교(국가학교)들이 설립되기 시작했다. 이러한 국립학교들은 국가라는 배경에서 더욱 현대적인 학교로 성장해 나갔다. 이 공립학교와 국립학교의 일부는 김나지움으로 발전하여 현대 독일의 중등교육의 중요기반으로의 역할을 하고 있기도 하다.
위와 같은 교육의 발전에 반하여, 개신교의 근본적 취지에 의해 제시된 대중교육은 대단히 느린 속도로 발전하였다. 이러한 대중교육을 위한 학교들은 14세기 중반에 이르러서야 설립되기 시작했다. 이 학교들은 북부 독일지역에 설립되었으며, 요하네스 부겐하겐(Johannes Bugenhagen)이 설립을 주도하였다. 이 학교에서는 종교 서적과 모국어(독일어)의 읽기와 쓰기를 교육하였으며, 이 학교들은 부겐하겐이 사망한 이듬해인 1559년 신성로마제국으로부터 공인을 받았다. 같은 해에 뷔르템베르크 공국은 학교 조례에 자국 내의 여러 마을에 대중교육을 제공하는 독일학교(German School)의 설립과 운영에 대한 조항을 추가하였다. 이후 작센 공국도 이와 비슷한 조항을 법제화함으로써, 이 두 공국은 혼돈의 시기 교육의 중심지로 부상할 기반을 마련하였다.
이후 독일에서 개신교 교육을 정착시키고 개신교 교육기관의 설립에 큰 공을 세운 인물은 필리프 멜란히톤이다. 멜란히톤은 약 40여년간 개신교의 신학적 기초를 연구하는 과정에서, 일반적인 학자의 사례에서는 찾아볼 수 없을 정도로 다양한 교육분야에 관여하였다.
멜란히톤은 친히 비텐베르크 대학교에서 고전과 신학 강좌의 강의를 담당함으로써 비텐베르크 대학교가 개신교 신학의 중심지로 성장하게 하였다. 또한 멜란히톤은 문학 학자가 되고자 하는 젊은이들을 위하여 자신의 집에 사립학교를 부설하였고, 문법, 철학, 논리학 분야의 교과서를 저술하였다. 그의 교과서는 18세기까지 각급학교에서 사용할 정도로 훌륭한 것이었다. 멜란히톤은 작센 공국의 학교 설립 정책에 큰 기여를 하였고, 하이델베르크 대학교를 중심으로 독일의 여러 대학교들의 협의체를 구성하였다. 멜란히톤은 말련에 마르부르크, 쾨니히스베르크, 예나에 신학대학을 설립하기도 하였다. 그가 사망한 후 신성로마제국 황제는 독일국민교사(Proeceptor Germanioe) 칭호를 추서했다.
이 시기 독일의 중등교육체제는 멜란히톤의 주도 아래 개선되어갔다. 그가 1525년 아이슬레벤과 뉘른베르크의 개신교 상급학교에 정관을 제정해주고 교육과정을 편성해 준 이후, 수많은 개신교 상급학교들이 멜란히톤의 장학을 받고자 하였다. 멜란히톤이 학교의 설립과 운영에 대하여 56개교들과 주고받은 수많은 서신들이 오늘날까지도 전해지고 있어 멜란히톤의 교육에 대한 공로가 얼마나 대단한 것인지 알 수 있다. 멜란히톤의 학교에 대한 영향력은 이러한 사적인 접촉에 그치지 않고, 그가 쓴 여러 쓴 수많은 학교 정관들은 수많은 학교들의 귀감이 되었고 그가 제시한 교육과정은 그의 제자 교원들에 의해서 독일 전역으로 퍼져나갔다. 멜란히톤이 사망한 이후인 1560년대에는 그가 제시한 교육체계가 독일 교육계의 보편적인 요소로 자리잡았다.
멜란히톤이 제시한 교육과정의 성격은 아이슬레벤의 학교의 사례를 통해 알아볼 수 있다. 이 교육과정은 두 개의 두드러진 특징을 갖고 있다. 먼저, 학교 공부를 세 개의 단계(학교)로 편성하고 학생들이 학습을 통해 진급할 수 있게 하였고, 라틴어 문법과 라틴 문학을 주요교과로 삼았다. 첫 번째 단계는 ‘초보자의 단계’로 학생들은 이솝의 우화, 모셀라누스(Petrus Mosellanus Protegensis)의 대화, 카토의 도덕시, 여러 인사들의 저서에서 발췌한 문헌을 수록한 도서 등을 이용하여 기초 라틴어를 학습한다. 첫 번째 단계의 교육 목적은 라틴어를 사용하기 위한 충분한 어휘를 습득하는 것이다.
둘째 단계에서는 본격적인 문법 공부가 시작된다. 멜란히톤은 문법 학습과 관련하여 다음과 같은 말을 한 바 있다.
| “ | 문법의 규칙을 가르치는 데에 찬성하지 않는 사람들, 문법은 그런 식으로가 아닌 다른 방법으로 더 잘 학습될 수 있다고 생각하는 사람들은 소년의 공부에 대하여 심각한 과오를 저지른다. | ” |

위와 같은 언급에서도 알 수 있듯 문법 학습은 멜란히톤의 주된 관심사였다. 이 단계에서 학생들은 테렌티우스나 베르길리우스 같은 작가들의 작품들을 학습하지만, 주된 목적은 작품 속에 담긴 문법을 학습하고 어휘를 정교화는 데 있었다. 이 단계에서 문법을 완전히 숙지해야 셋째 단계로 진학할 수 있었다.
셋째 단계에서는 변증법과 수사학의 초보적 단계를 학습하며 리비우스, 살루스티우스의 역사, 베르길리우스, 호라티우스, 오비디우스의 시, 키케로의 웅변서와 윤리학에 대한 저술들을 학습한다. 이후 라틴어에 대해 능통한 학생들을 선별하여 그리스어와 히브리어를 교육하거나 수학・예술을 교육한다.
멜란히톤이 마련한 학교 정관과 교육과정은 학교의 사정에 따라 다르게 짜여졌다. 작센의 어떤 학교를 위해 작성한 교육과정은 위의 것들보다 범위가 작은데, 대상 학교가 어린이들을 위한 학교였기 때문이다. 이 축약 교육과정의 총론에서 멜란히톤은 아래와 같이 언급한다.
| “ | 교사는 오직 라틴어만을 교육하도록 주의해야 하며, 그전에 다른 학교들에서 했던 것처럼 독일어, 그리스어, 히브리어를 교육하면서 가련한 학생들에게 이익이 되지 않는 것은 물론이요 해를 끼치는 잡다한 짐을 지우지 말아야 한다. | ” |

이 교육과정과 아이슬레벤 학교와 같은 교육과정 사이의 차이점은, 문법 교육의 비중이다. 축약 교육과정은 세 단계 모두에 문법 과목을 두고 있다. 첫째 단계의 학생들은 도나투스의 저서를 공부하며, 둘째 단계에서는 이솝, 모셀라누스, 에라스뮈스, 테렌티우스, 플라우투스의 저술들을 학습하면서 어형 변화와 통사론의 원리를 학습했다. 마지막 단계에서도 라틴어 문법에 대한 학습이 계속 이루어졌다.
멜란히톤의 위대한 업적은 북부 유럽 지역의 인문주의 교육과 개신교 문화를 조화시킨 것이다. 그렇지만 이 두가지 요소를 결합하는 과정에서는 부득이에게 양편 각각에 약간의 손실이 수반될 수밖에 없었다. 먼저 개신교의 측면에서는, 종교개혁가들이 제시했던 교육적 이상 중 특정한 부분이 포기 될 수밖에 없었다. 멜란히톤은 그 자신이 갖고 있던 학문이 탁월했기 때문에 모국어에 대한 학습의 필요성을 거의 느끼지 못했다. 결과적으로 멜란히톤은 루터가 개인의 종교적 신념을 확립하기 위해 강조했던 대중교육의 필요성을 크게 느끼지 못했으며, 중등학교 수준에서의 교육과정에서도 모국어 교육은 멜란히톤의 고려대상이 되지 못하였다. 멜란히톤의 이러한 태도는 이후에 ‘인문주의의 교육과 문화는 고대 그리스와 고대 로마의 위대한 저작에 대한 지식 위에서만 이룰 수 있다.’는 고정관념을 낳았다.
만일 멜란히톤의 입장이 부각되지 않았다면, 종교개혁가들이 종교 분야에서 명시적으로 천명한 것과 같이 인간의 모든 영적 생활인 직접 경험에 기초를 두어야 한다고 간주하여 모국어와 모국어 문학이 교육사태에서 근본적으로 중요한 위치를 차지하였을 것이다. 하지만 멜란히톤과 그의 제자들의 성공은 종교개혁의 이상이 제시하고 있는 이 당연한 교육요소를 억제하고 향후 3백여년 간 외국 문화에 대한 학습을 교육의 핵심적 요소로 삼게 만들기에 충분했다.
인문주의 또한 새로운 종교와 결합되면서 인문주의의 정신과 가치가 일정 부분 훼손되게 되었다. 멜란히톤이 교육에서 고전이 차지하는 비중을 각별히 여긴 것은 사실이나, 고전 학습 그 자체를 목적이라고 간주하기엔 너무나 독실한 개신교 신자였다. 북부 유럽의 거의 모든 인문주의자들과 마찬가지로 멜란히톤에게 고전 학습과 교육의 목적은 ‘문식적 경건’의 함양에 있었다. 멜란히톤이 살고 있던 국가와 시대적 요구로 인하여, 그는 ‘학습’보다는 ‘경건’을 더욱 강조할 수밖에 없었으며, 이 점은 멜란히톤이 고전의 내용 중 신앙심 발전에 도움이 되지 아니하는 부분을 과감히 삭제하여 버린 사실에서 여지없이 나타난다.
그러나 멜란히톤이 교회의 교부들이 보였던 태도처럼 고전의 내용과 종교적 신앙이 특별한 적대 관계에 놓여 있다고 생각한 것은 아니었다. 사실, 멜란히톤이 살던 세게와 고대인들이 살던 세계 사이에는 너무너 큰 간격이 있었기 때문에, 고전과 종교적 신앙이 적대화되기 쉬웠고 고전의 가치나 실제가 훼손될 우려도 매우 큰 상황이었다. 멜란히톤은 고전에 대해서 완전히 통달해 있지는 못했기 때문에, 고전의 세부적인 내용에 대해서는 그것이 신앙에 위배되는가의 여부를 심각히 고찰하지는 못하였다. 멜란히톤이 고전에 대하여 주목한 사항은 고전이 경건한 삶에 도움이 되도록 하는 방법을 모색하는 것이었다. 이를 위해서는 고전의 내용 중 무엇이든 직간접적으로 교훈이 될 만한 것만을 무조건 강조할 수밖에 없었으며, 이는 교육실제의 면에서는 문학 학습의 예술적 측면을 도덕적 측면으로 종속시키면서 고전이 갖고 있던 원래 가치의 상당한 부분이 유실되고마는 결과를 초래하였다.
그와 같은 재앙은 거기에서 멈추지 않았다. 일종의 취사 선택을 통하여 도덕적 이익의 수단으로 사용될 수 있는 내용 이외의 것에 대하여 일체의 무관심한 태도를 보일 때, 이에서 오는 필연적 결과는 문학의 내용적 아름다움보다는 내용의 형식적 아름다움에 지나친 가치를 부여한다는 것이다. 교육 내용에서의 형식적 측면을 강조하는 경향은 멜란히톤의 이러한 입장에서부터 시작하여 19세기 초반까지 서양 교육 현장에서 맹위를 떨쳤다.
한편, 멜란히톤과 같은 인문주의 교육 인사인 에라스뮈스의 교육관과 멜란히톤의 교육관을 비교해본다면, 멜란하톤이 에라스퀴스보다 문법과 시의 학습을 중시한 점을 알 수 있다. 이는 멜란히톤이 제정한 학교조례에서 명백히 파악해 볼 수 있으며, 여러 학생들과 주고 받는 학습에 대한 서한에서도 그러한 특징을 알 수 있다. 문법과 시의 학습을 중히 여긴 멜란히톤의 자세한 입장은 아래의 1526년 뉘른베르크 고등학교 개교 기념 연설에 잘 나타나 있다.
| “ | 종교의 진리와 도덕적 의무는 지난 시대의 실천에 바탕을 둔 훈련에 의하여 적절한 준비를 갖춘 마음에 의해서가 아니면올바르게 지각될 수 없다. 부모들은, 그리고 그와 마찬가지로 이 도시의 모든 구성원은 그 젊은이들을 교육하는 공동의 의무를 지고 있다. 첫째로, 그들은 종교를 가르치도록 해야 함벼, 이것은 그 필요조건으로서 충실한 사장교육을 요구한다. 그 다음으로, 사회적 안전과 준법 또한 마찬가지의 훈련을 필요로 한다. 누렘베르크의 시의회는 이 새로운 학교를 설립하는데 위의 두 가지를 모두 고려하였다. 현재 라틴어를 가르치는 학교로서 문법학교가 있지만, 장차 이것은 고등학교에 진학할 학생을 위한 예비 교육기관으로 그 성격이 수정되어야 할 것이다. 이 두 학교 사이의 등급의 구분은, 학생들은 적합하다고 펀정되기 전에는 높은 수준의 교과를 공부하도록 하지말아야 한다는 취지에서 결정된 것이다. 문법을 확실히 익힌 학생에 한해서만 라틴어의 회화와 작문을 학습할 권한을 얻는다. 그렇지만 라틴어 학교는 에라스퀴스, 테렌티우스, 플라우투스 등 권위 있는 저자들을 무시하지 않을 것이며, 베르길리우스의 작품 중에서 쉬운 것들도 여기에 포함될 것이라 하겠다. | ” |

사실, 위의 자료에 의하면 멜란히톤이 문법 그 자체를 절대적으로 중시했다고만은 말할 수 없다. 하지만 그가 문법 학습과 문학 학습을 서로 유리된 것으로 간주한 것은 향후 교육 사태에서 좋지 않은 결과를 초래했다. 멜란히톤이 제시한 방안이 실현되기 위해선 고대 작가와 그의 작품에 대한 관심이 선행되어야 하는데, 내용(문학)과 형식(문법)을 분리시킴으로써, 언어의 형식적 측면을 그 자체의 교육적 목적으로 취급하는 불행한 사태가 초래되었던 것이다. 이는 향후 40여년 간 교육을 삶과 무관한 분야로 전락시켰으며, 그 영향력은 현대에도 무시할 수 없을 만큼 강하게 이어지고 있다.
북부 유럽의 인문주의과 형식주의(언어주의)로 타락하는 데 결정적으로 기여한 인물은 멜란히톤보다 연배가 조금 아래인 요한 크리스토프 슈투름(Johann Christoph Sturm)이다. 슈투름은 소년 시절 리에주의 공동생활 형제단 학교에 재학한 바 있으며, 파리 대학교를 졸업하고 동 대학교에서 시간강사로 근무하였다. 1537년엔 스트라스부르 김나지움의 교장이 되었는데, 슈투름은 이 학교의 교장으로 재직하면서 이 학교를 리에주의 공동생활 형제단 학교와 같이 재조직하였다. 즉, 스트라스부르 김나지움의 학생들은 능력에 따른 여러 개의 학년으로 편제되고, 한 학년은 각 10인씩을 한개의 조를 이루게 하여, 각조의 최고 연장자가 조장을 맡으며, 학년의 진급식을 엄숙하게 거행함과 함께, 학생들의 성실과 근면에 대해서 포상하게 했다는 것이었다. 그런데 리에주 공동생활 형제단 학교와 스트라스부르 김나지움의 중요한 차이는 바로 교육기간이었다. 스트라스부르 김나지움의 기본적인 수업연한은 10년이었으며, 다소 조직이 조잡했던 5년간의 고등과정 이 10년의 보통과정 다음에 부설되어 있었다.
슈투름은 헤기우스(Alexander Hegius)의 사례를 쫓아 스트라스부르 김나지움의 각 학년의 교과와 교육방법과 관련한 세부사항들을 글로 남겼다. 1537년 스트라스부르 김나지움의 개교를 맞이하여 슈투름은 《개설교에서의 사장교육의 올바른 교육방법에 대하여(DE LITERARUM LUDIS RECTE APERIENDIS LIBER)》라는 책을 썼고, 1565년에는 《학교편람(Class Letters)》이라는 교사용 지침서를 저술했다. 슈투름이 제시한 학교 모형은 공동생활 형제단이라는 치밀한 조직과 슈트름의 명성과 함께 작센과 뷔르템베르크 지역을 넘어 북부 유럽 전역에 확산되었으며, 고등학교와 대학교의 발전에 큰 영향을 미치었다. 슈투름이 제시한 학교 모형은 그가 살던 세기뿐 아니라 이후 3개 세기동안 인문주의 학교의 일반적인 학교의 형태로 받아들여졌다.
그런데 슈투름이 단순히 학교 조직과 교수 방법론에 대해서만 제시한 것에 그쳤다면 큰 문제가 없었을 것이다. 그러나 불행히도, 슈투름이 제시한 것들은 그 자체에서 멈추지 아니하고 고전 교육을 그 당시의 형식적 측면에 가두어 버렸다. 사실 슈투름 자신은 안목이 넒은 사람이었고 아리스토텔레스 논리학의 교조성에서 탈피하는 새로운 철학 운동에 동조했지만, 그가 제안한 라틴어와 그리스어 교육의 실제는 슈투름의 성격과는 다른 방향으로 전개되었다. 슈투름이 스트라스부르 김나지움에서 처음 일을 시작했을 때, 그는 교육의 목적은 ‘경건한 지식과 웅변(SAPIENS AT ELOQUENCE PIETAS)’에 있다고 말하였다. 슈투름의 이러한 발언을 보면, 그가 학습자들이 지식과 표현능력을 습득하기를 원했던 것은 자명하며, 이 두가지가 신앙의 근반이 된다고 여긴 것도 확실하다고 볼 수 있다. 그러나 슈투름의 이상은 학교 현장에 적용되면서 ‘웅변’이 ‘지식’과 ‘경건’을 압도하는 현상이 나타나게 된다.
이러한 과정에서 지식과 경건 모두가 피해를 입긴 했지만, 더 큰 타격을 입은 쪽은 지식이었다. 스트라스부르 김나지움의 성서 교육의 경우에는, 저학년에는 독일어와 라틴어로 교리문답을 상세히 교육했으며, 6학년 이후에는 성 바울의 서간을 일정 시간씩 교육했다. 그러나 지식 교육의 경우에는, 고전 학습에서 우연적으로 습득되는 지식 이외에는 완전히 도외시되었다. 슈투름이 ‘인간은 사고나 판단보다는 말을 더 잘하는 본성을 갖고 있다’고 주장한 원칙에 따라, 언어의 훈련이 모든 교육의 선두에 왔다. 한편, 역사와 수학과 과학은 김나지움의 보통 교육과정의 맨 마지막의 상급학교 진학을 위한 예비과정에 가서야 매우 초보적인 수준으로 등장했다. 즉, 당시 학교의 교육적 관심은 수사학과 문제의 원천을 얻는 수단으로서의 고전에 국한되어 있었던 것이다.
또한, 스트라스부르 김나지움의 학생들은 모국어를 사용하는 것이 교실 내에서는 물론, 교실 밖 교정에서도 금지되어 있었다. 일상의 대화와 강의는 모두 키케로 풍의 라틴어로 하도록 되어 있었다. 학생들은 저학년 2~3년간 라틴어 문법과 초보적인 작문을 배운 뒤, 나머지 학년 동안에는 키케로의 저작을 암기했다. 조금의 시간이 흐른 후에 키케로 이외의 고대 로마 작가의 글도 학습하고, 더 시간이 흐른 후엔 고대 그리스 저자들의 작품들도 교육과정에 포함되게 되었지만, 키케로의 웅변 저작들은 여전히 교육 내용을 지배했다. 그리하여, 이탈리아를 중심으로 한 남부 유럽의 인문주의 운동 말기에도 그랬던 것처럼, 다시 한 번 키케로 주의가 대두되었고, 원래 학교 교육의 활력소로서 도입되었던 인문주의는 언어의 형식적 측면만을 쫓는 괴상한 타락의 길로 접어들었다.

## 칼뱅주의와 교육
루터의 지지자들이 그의 원리를 채택한 독일의 여러 공국들의 필요에 맞는 교육체제를 정비해 나가는 동안, 독일 이외의 개신교 국가들에서도 이와 유사한 운동들이 진행되고 있었다. 울리히 츠빙글리는 루터와 거의 같은 시기에 루터와는 별도로 로마 교회에 항거하며, 1523년 「소년을 위한 기독교 교육(The Christian Education of Boys)」이라는 소논문을 출간하였다. 이 소논문은 개신교의 관점에서 교육을 논의한 최초의 저술이다. 이 소논문에서 츠빙글리는 라틴어, 그리스어, 히브리어의 학습이 필요하다고 주장하면서 성경 교육을 위한 체계적인 교육 과정을 마련해야 한다고 역설하였다. 아울러 자연 공부, 산수, 음악, 여러 종류의 체육도 교과목으로 편제해야 한다고 언급하였다. 하지만 츠빙글리의 급작스러운 전사로, 그의 교육 개혁을 위한 노력은 모두 무위로 돌아가고 말았다.
츠빙글리가 전사하고 몇 년 뒤에 서유럽을 넘어 이후 미국에까지 중대한 영향을 끼친 종교개혁운동이 시작되었다. 이 운동은 스위스 제네바에서 시작되었으며, 사회 전반에 중대한 변화를 가져왔다. 이 운동의 중심인물은 장 칼뱅으로, 루터에 못지않은 영향력을 지닌 위대한 학자였다. 칼벵은 피카르디(Picardy)에서 교회 법률가의 아들로 태어나 14세의 나이에 파리 대학교에 입학하였다. 이 대학교에서 칼팽은 마튀랭 코르디에(Mathurin Cordier; Corderius)의 지도를 받으며, 인문학 분야에서 두각을 나타내었다. 이후 칼뱅은 오를레앙 대학교와 부르주 대학교에서 법학을 전공하였다. 그러나 이는 칼뱅의 자의에 의한 것이 아니었으며, 칼뱅은 언제나 인문학 학습을 갈망했다.
비로소 칼뱅이 자유롭게 인문학을 학습할 수 있게 되자, 그는 22세의 나이에 세네카의 저작 중 하나에 대한 주해서를 출판하여, 자신의 굉장한 능력을 입증하였다. 이 시기까지 칼뱅이 걸어온 길과 그가 지향하던 바는 가톨릭 사제를 향하고 있었지만, 24세가 되던 해에 전격적으로 개신교 신자가 되고, 연구의 방향도 고전에서 성경으로 선회하였다.
칼뱅은 26세 때 그의 위대한 저서인 《기독교 강요》의 초판을 출한하여 단번에 최고의 개신교 교리학자의 반열에 올랐다. 2년 뒤인 1538년에 칼뱅은 기독교 박해를 피해 프랑스에서 스위스로 이동하였다. 이 과정에서 칼벵은 개인적인 학문을 사실상 포기하였으며, 여생을 개신교의 확립에 바치기로 결심하였다. 칼뱅이 도착한 스위스의 도시 제네바는 이미 개신교에 우호적이었으며, 삶과 교리와 관련된 문제에서의 최고권위를 성경으로 받아들이고 있는 형국이었다. 하지만 국가기관과 교회조직은 여전히 혼란에 빠져있었다. 칼뱅은 이러한 상황을 극복하기 위하여 국가는 기독교 원리에 의해 통치되고 교회는 자율적 권력 기관으로서 종교와 도덕에 대한 실천을 행사하는 방안을 구상하였으며, 여생동안 이를 실현하기 위하여 끊임없이 노력하였다.
1537년 칼뱅은 파랠(William Farel)과 제네바 시의 여러 기관의 대표들과 함께 「교회통치에 대한 규칙(Articles on Church Government)」을 제정하였다. 이 규약에서는 모든 아동은 학교에서 하루에 한 시간씩 찬송가를 부르면서 공중예배에 참석할 소양을 길러야 하고, 각자 집에서 교리문답을 배워 나중에 목사의 질문에 대답해야 한다고 규정하였다. 칼뱅이 마련한 이 규약은 종교적 측면이 부각되어있기는 했지만, 세속 교육의 필요성도 어느 정도 인정하였다.
칼뱅의 학교 일을 조언해 주기 위해 온 그의 스승 코르디에와 함께 쓴 학교 교육에 대한 논문에서 칼뱅은 아래와 같이 지적하였다.
| “ | 비록 우리가 신의 말씀을 최우선으로 여기기는 하여도 우리는 훌륭한 훈련을 거부하지 아니한다. 신의 말씀은 참으로 모든 학문의 기초이지만, 자유학과는 말씀에 대한 완전한 지식을 얻는 데에 도움이 되므로 결코 업신여길 것이 아니다. 교육은 일반 행정을 높은 수준으로 담보하고 교회가 해를 입지 아니하도록 보위하며 사람들 사이에의 인간미를 유지하는데 필요하다 할 것이다. | ” |

이러한 기조 아래 칼뱅은 모국어와 실용 산수 학습을 위하여 충분한 배려를 하였으며, 문법의 철저한 기초를 다져야 한다고 주장하였다.
칼뱅은 얼마 뒤 제네바에서 추방을 당했으나, 이는 그의 교육 개혁 운동에 오히려 긍정적 요소가 되었다. 추방을 당한 칼뱅은 스트라스부르에 머물면서 프랑스 개신교도들의 모임을 조직하고 슈트름의 스트라스부르 김나지움에서 고학년 학생을 대상으로 신학 강의를 하였다. 이 시기 칼뱅은 슈트름과 접촉하면서 학교 조직에 대한 여러 가지 것들을 배웠고, 아동의 능력은 성인보다 제약적이라는 데에도 어느 정도 생각이 미치었다. 칼뱅이 스트라스부르에서 교육에 대한 지평을 넓힌 것은 1544년 제네바로 복귀할 수 있게 되었을 때 큰 도움이 되었다.
칼뱅이 스트라스부르에서 깨달은 바는 제네바에 돌아온 직후 작성한 「교회조례」에 그대로 반영되었다. 이 조례에는 성직자와 공직자를 양성하기 위한 준비로서 언어와 같은 세속적인 학문을 교육하는 중등교육기관인 ‘콜레쥬(college)’ 가 필요하다고 명시되어 있다. 「교육조례」에 의하면, 이와 같은 콜레쥬의 장(長)은 ‘학식과 경험이 풍부한 사람’이어야 했고, 장 밑에 고급과목을 교수하는 강독자(reader)와 아동을 교육하는 학사(bachelor)를 두도록 되어 있다. 콜레쥬의 교원은 교회의 보직자로 간주되어, 성직자와 같이 교회의 규율을 따라야 했다. 1538년 칼밸은 교리문답을 개정하였는데, 이러한 개정 교리문답은 당시 아동들에게 여전히 어렵긴 했지만, 개정 이전의 것보다는 훨씬 아동의 수준에 가까워지기는 한 것이었다.
제네바의 끊임없는 내전으로 인하여 콜레쥬는 칼뱅의 기대만큼 발전하지 못하였다. 하지만 칼뱅은 자신의 이상을 실현하기 위하여 계속적으로 노력하였다. 1556년 칼뱅은 슈투름의 학교에 다시 방문하였고, 여기서 얻은 경험은 칼뱅이 그 자신만의 학교를 세우는 데 큰 도움이 되었다. 1559년 제네바에 귀환한 칼뱅은 《제네바 아카데미 조례》라는 책을 지어 자신만의 학교에 대한 구상을 구체화했다. 이 저서에 등장하는 학교는 스트라스부르 김나지움의 여러 특징을 반영하고 있다. 즉, 각 학년을 10명의 학생끼리 조로 편성하고 엄숙한 진학식을 치르며, 고등교육에 대한 예비 교육을 진행하는 학부(사학)와 고등교육을 행하는 학부(공학)로 이루어져 있었다. 다만, 사학 과정은 스트라스부르 김나지움과 약간의 차이가 있었다.
스트라스부르 김나지움은 10학년제였지만, 칼뱅의 학교에 있는 사학은 7학년제였다. 사학의 초기 4개학년에서는 학생들에게 라틴어뿐만 아니라 모국어라 할 수 있는 프랑스어도 교육했다. 스트라스부르 김나지움에 비해 모국어가 추가된 것 이외에도 칼뱅의 학교에서는 문학교육에서 키케로의 비중이 약화되고 수사학 과목이 폐지되었다. 이 학교의 초대 교장인 테오도르 베자(Theodore Beza)의 선도 아래 칼뱅의 학교는 즉각적인 성공을 거두었다. 이 학교는 개교한 후 10년 뒤엔 사학에 1,200여명, 공학에는 300여명의 학생을 거느릴 정도로 성공을 거두었으며, 칼뱅은 이러한 영광을 보며 행복한 사망을 맞이하였다.
칼뱅이 확립한 교육체계는 칼뱅의 종교개혁을 지지하는 세력이 있는 곳으로 급속히 확산되어갔다. 위그노, 네덜란드의 개혁교회, 청교도, 장로교 등의 광범위한 세력을 바탕으로 칼뱅주의는 종교분야 뿐만 아니라 교육분야에도 강력한 세력을 지니게 되었다. 심지어 칼뱅의 종교개혁을 받아들이지 아니한 곳에서도 칼뱅주의는 여전히 교육 발전 과정에 심대한 영향을 미쳤다. 프랑스의 경우에는 위그노 산하에 수없이 많은 초등학교와 32개교의 콜레쥬, 8개교의 대학교가 있었으며, 이 위그노 대학교들은 한동안 유럽의 고등교육계를 석권하기도 하였다. 영국에서는 국교회의 방해에도 불구하고 옥스퍼드 대학교와 케임브리지 대학교에는 청교도 주의가 만연하였으며, 청교도 박해가 있은 후에도 그 정신만큼은 오늘날의 영국 사회에 잔존하고 있다.
그런데 칼뱅이 이룩한 제네바에서의 교육적 이상이 가장 완전하게 실현된 곳은 스코틀랜드였다. 스코들랜드의 종교개혁 지도자인 존 녹스는 칼뱅과 교류하면서 칼뱅의 교육 계획을 어느정도 이해하고 있었다. 1560년 스코틀랜드 교회법이 제정되어 스코틀랜드 신앙고백서가 채택됨에 따라 로마 가톨릭 교회와 스코틀랜드 교회가 분리되었다. 녹스는 스코틀랜드 교회의 조직을 정비하기 위하여 4명의 다른 성직자들과 함께 《제일권징서(The First Book of Discipline)》을 제정하였다. 이 규율의 주요 내용은 교회의 영향 아래 있는 모든 계급을 위하여 교육체제를 정립한다는 것이며, 이는 수혜범위와 규모면에서 당시까지 유례가 없는 것이었다. 《제일권징서》 중 교육과 관련된 주요부는 아래와 같다.
| “ | 우리가 판단하기로는, 조금이라도 이름이 알려진 마을에서는 교회마다 적어도 문법과 라틴어를 교육할 수 있는 교원을 둘 필요가 있다는 것이다. 사람을이 오직 1주일에 한 번씩 설교를 들으러 모이는 산간 지방에서는 강독자나 설교자를 임명하여 두고 그 교구의 아동과 청소년들에게 초보적인 지식, 특히 교리문답을 교육하도록 하여야 한다. 교리문답은 현재 우리의 공동 교단인 제네바 교단의 책으로 번역되어 있다. 뿐만 아니라, 큰 도시, 특히 교회 감독관이 있는 큰 도시마다 고등학교를 세워서 자격 있는 교원에게 충분한 생활비를 지급하면서 최소한 논리학과 수사학, 여러 언어 등의 인문학을 가르치도록 하는 것이 마땅하다. 특히 오지에서 온 가난한 학생들, 자력으로 공부할 수 없는 것은 말할 것도 없고 일가친척들의 도움을 받을 수도 없는 사람을 위해서는 공부할 수 있도록 지원을 해 주어야 한다. 마지막으로, 대학교는 학문에 능력과 열성이 있는 사람들을 입학시켜야 한다. 특히 유의할 점을 지위나 조건 여하를 막론하고 어떤 아버지도 자녀를 자기 기분대로 기르면서 특히 젊은 머리에 엉뚱한 생각을 넣어주어서는 안 된다는 것이다. 아버지는 누구나 자녀를 학식과 덕 속에서 성장하도록 보살필 의무가 있는 것이다. 부유하고 유력한 사람들은 그들 자신이 해 온 것과 같이 그들의 자식 또한 부질없는 안일 속에서 시간을 낭비하도록 해서는 아니 된다. 그들은 교회의 제재 하에 그들의 자녀를 잘 단련시킴으로써 교회와 국가의 이익을 위하여 헌신하여야 한다. 그들은 그럴 능력이 있기 때문에 이 모든 것을 그들 자신의 비용으로 감당해야 한다. 가난한 사람의 자식도 그 기질이 온순한가 아닌가를 시험해 보고 난 뒤에야 교회의 비용으로 생활비와 학비를 대어 주어야 한다. 문학과 학문에 능력이 있는 학생은 결코 학업을 그만두도록 하서는 아니되며, 학업을 계속 하도록 독려하여 국가에 유위한 인재가 되도록 하여야 한다. | ” |

녹스가 제시한 교육 방안과 칼뱅주의 교육은 여러 가지 면에서 공통점을 갖고 있다. 즉, 교회가 학교 교육의 의무를 지어야 하고, 성별과 계급과 무관하게 교육이 이루어져야하며, 교육의 궁극적 목적은 교회와 국가에 봉사하는 인간을 양성하여 교육의 사회적 기능을 실현한다는 데서 두 교육방안이 공통점을 지니고 있는 것이었다. 한편, 녹스 그 자신만의 견해가 포함되어 칼뱅주의 교육과 차별화 되는 측면도 있었다.
이러한 차이점 중 가장 특징적인 것은 바로 부유한 계급과 빈한한 계급을 막론하고 최소한 초등교육에 한해서는 모든 사람에게 보편교육을 제공한다는 것이었다. 루터가 국가의 군주들에게 국민을 교육할 의무를 부과한 반면, 녹스는 교육의 의무를 교회가 지도록 하였다. 이는 당대인들이 실질적으로 가장 가깝게 접할 수 있는 권력 기관인 교회에 교육의 의무를 부과한 것으로 루터의 조치보다는 훨씬 실효적인 것이었다.
위와 마찬가지로 중요한 또 다른 차이점은 일관된 국가 교육조직을 정비하여, 학생의 능력에 따른 단계적인 교육을 제공한다는 것이다. 제네바에 있는 칼뱅의 학교는 초등학교에서 대학교가 모두 들어 있는 학교였다. 하지만 스코틀랜드에서는 상이한 수준의 교육기관이 분리되어 있었다. 스코틀랜드의 산간벽지에 사는 학생은 고향에서 2년간 읽기, 교리문답, 초급문법을 학습하고 중소도시의 문법학교로 가서 3~4년간 문법과 라틴어를 공부하였다. 이후에는 대도시의 고등학교에서 3~4년간 논리학, 수사학, 고전학을 배우며, 마지막으로는 대학교에 진학하여 3년간 철학을 공부하여 학사가 되었다. 학사 학위를 받은 후에는 수년간 상위학부에 진학하여 법학, 의학, 신학을 전공하여 석사나 박사 학위를 취득하였다.
그러나 이러한 녹스의 제안은 스코틀랜드 의회에서 부결되어 완전한 실행을 보지 못하였다. 녹스의 교육개혁을 위한 재원은 해체된 로마 교회의 재산을 이용할 예정이었는데, 이것이 제대로 활용되지 못하고 귀족들의 차지가 되었다. 녹스의 제안이 즉시 실현된 것은 아니었지만, 이후 스코틀랜드에 영향력을 행사하여, 스코틀랜드 교육의 길잡이가 되었다.

## 예수회의 교육체계
고등교육을 인문주의와 신앙 사이에서 재편하려는 개신교계의 노력은 가톨릭계에도 영향을 미쳤다. 가톨릭의 고등교육 재편 노력은 유럽 남부의 여러 가톨릭 국가에서 큰 성과를 가져왔으며, 오히려 개신교측에 압박을 가하였다. 이 운동의 선도자는 스페인의 귀족이었던 로욜라의 이냐시오였다.
로욜라는 30세까지 군인으로 복무하며 용맹한 자로 널리 알려졌던 인물로, 전투에서 입은 부상을 치료받는 동안 《그리스도의 생애(Life of Christ)》와 《성자열전(Lives of Saints)》를 읽었다. 이 두 책을 읽은 계기로 로욜라는 세속적 야망을 포기하고 금욕주의의 일생을 살기로 결심하였다. 이 결심을 한 로욜라는 성지순례를 통해 이슬람 교도들을 개종하기 위해 여행을 떠났지만, 그 목적을 달성하지는 못했다. 이후 로욜라는 자신의 유년기 시절 받은 교육에 문제가 있음을 인지하고 이를 만회하기 위해 바르셀로나 문법학교, 알칼라데에나레스 대학교(University of Alcalá), 파리 대학교에서 공부하며 전심전력으로 학문에 매진하였다.
로욜라는 1534년 파리 대학교 재학 당시 동기 5인과 함께 ‘예수회’라는 새로운 조직을 창설하고 제일목표를 예루살렘 선교 순례로 정하였다. 하지만 오스만 투르크 제국 내부 사정으로 이 계획은 좌절되었다. 이에 따라 이들은 활동의 범위를 넓혀 자신들의 힘이 닿는 범위 어디서든 선교를 하기로 하고 1540년 교황에게서 공인을 받았다. 그러는 동안 유럽을 뒤흔든 종교개혁은 로마 가톨릭 교회 체제에 중대한 문제를 야기하였으며, 이들의 활동은 가톨릭 교회를 종교개혁으로부터 방어하는데 국한될 수밖에 없었다.
로욜라와 그의 동료들은 학문에 매우 열성적인 사람들이었기 때문에, 가톨릭 교회를 종교개혁의 영향에서 자유롭게하기 위해서는 고등교육이 필요하다고 생각했다. 그리하여 가톨릭 교회의 세력이 강한 지역에 예수회 소속의 고등학교와 대학교가 설립되기 시작했다. 이들 학교는 개신교계의 학교들과 기본적 틀은 비슷했지만 그들의 목적에 알맞게 충분히 개조되었다. 예수회의 고등교육기관 설립운동은 즉각적인 성공을 거두었다. 로욜라가 사망하기 직전까지 예수회에서는 12개의 교구를 구성하고 여기에 100여개의 고등학교를 거느리고 있었다. 16세기 말경에는 가톨릭 국가의 고등학교와 대학교 대부분이 예수회의 통제 아래 놓여있었다.
예수회가 성공을 거둔 이유는 회원들이 학문과 신앙을 결합하는데 열성과 헌신을 다했다는 데 있다. 가톨릭 사회에 종교개혁이 가져다 준 타격은 오히려 가톨릭 내부의 심오하고 특별한 요소들이 활력있게 해주었다. 여러 가톨릭 국가에서는 극렬한 반대 세력에 대항하며 가톨릭의 지적, 영적 우월성을 입증한 예수회가 자국의 고등교육에 대한 통제권을 행사하는 것을 인정하였다.
예수회가 성공을 거둔 또 다른 이유는 가톨릭 교회의 근본정신에 완벽히 부합하면서도 실제적인 방법에서도 타당한 교육체제를 발전시킨 데 있다. 로욜라는 예수회 조직의 모형을 그가 한때 몸담았던 군대에서 차용하였다. 그는 예수회의 별칭으로 ‘예수의 연대(The Regiment of Jesus)’라 했고, 조직의 대표를 ‘장군’이라 불렀다. 장군은 군대의 장군과 마찬가지로 절대적인 권한을 가졌으며, 구성원들은 장군에게 절대적으로 복종해야 했다. 그러나 이러한 독재적 분위기는 조직 내의 인간성에 대한 건전한 존중에 의하여 실제적으로 나타나지는 않았다. 로욜라는 혁명적 지도자이면서도 실제적 판단력이 뛰어난 사람이었기 때문에, 측근들의 특별한 능력을 유용하게 활용할 줄 알았으며, 이러한 태도는 그의 후임자들에게도 큰 귀감이 되었다.
예수회가 제시한 교육방안은 위와 같은 로욜라의 자세를 그대로 담고 있었다. 예수회의 교육 방안은 어느 한 사람에게서만 나온 것이 아니라 예수회 전체의 경험과 지혜가 응집된 결정체였던 것이다. 1584년, 예수회의 제4대 장군인 클라우디우스 아쿠아비바(Claudio Acquaviva)는 여러 교구에서 6인의 위원을 선발해서 위원회를 구성하고, 표준적인 교육과정을 마련하게 하였다. 이 위원회에서는 교육과 관련된 방대한 저술들을 수집하여 세밀하게 연구하고, 가톨릭 뿐만 아니라 개신교 세계의 여러 유수한 교육기관에서 이루어지는 수많은 교육방법들을 조사하였다. 이러한 노력을 바탕으로 위원회는 보고서를 작성하였으며, 몇몇학교에 전달하여 연구수업을 하도록 하였다. 이후 1591년에 이 보고서가 정식으로 출판되었고, 8년간 확대시험을 거쳐 1599년 정식 보고서인 「학습계획(RATIO STUDIORUM)」을 출판하였다. 「학습계획」은 1832년 새로운 수업지침서가 제정될 때까지 예수회 산하의 모든 학교에서 효력을 갖는 권위있는 저술이었다.
「학습계획」은 슈투름이 지적한 바와 같이 슈투름이 제시한 방법과 매우 유사했다. 「학습계획」에서 학생이 학습해야 할 교과목은 크게 두 가지로 분류되어 있었다. 연령이 어린 학생들이 배우는 사장교과와 수사학이 있었고, 청소년과 젊은 성인을 위한 철학, 신학, 의학, 법학과 같은 전문과목이 있었다. 사장교과과정은 김나지움에서 운영되었는데, 슈투름의 학교와 유사하면서도 몇가지 차이점을 갖고 있었다. 유사한 점은 키케로를 중시하고, 한 학급을 10인으로 구성하는 것 등이었다. 차이점은 학년의 수를 5개학년으로 대폭 감경하여 학생들의 부담을 던 것과 라틴어와 그리스어를 함께 교육한 것, 모국어 교육도 일정하게 시행한 것, 최종 학년의 수학연한을 2~3년까지 두어 웅변과 작품을 완전한 수준으로 학습하도록 한 것 등이었다. 그런데 이러한 차이 중에서도 전문과목을 학습하는 상급학교(고등학교나 대학교)에서 두 학교 간의 차이가 두드러졌다.
예수회의 상급학교와 스트라스부르 김나지움에 부설된 상위학부에서 교수하는 교과목은 동일했지만, 예수회의 상급학교들은 파리 대학교의 선례를 따라 교과 시수를 스트라스부르 김나지움에 비해 더 많이 배당하였다. 또한, 신학, 법학, 의학과 같은 전공학문을 학습하기 이전에 3년간 철학과 과학을 교육하는 예비과정을 두었고, 4년의 전공학문 이수 뒤엔 2년간 전공학문과 관련하여 심화ㆍ복습하는 과정을 두었다.
예수회의 매우 중요한 교육적 혁신은 예수회의 회원을 교원으로 길러내는 데 많은 관심을 기울였다는 것이다. 하급학교에서 사장교육과정을 마친 예수회 학생은 상급학교에 진학하기에 앞서 2년간 영신수련(靈神修鍊; spiritual exercise)과정을 거쳤다. 이 과정을 거치고 상급학교에 진학하여 2년 정도 철학을 공부하면 '스콜라 철학자'라는 칭호를 받았으며, 이는 곧 하급학교의 저학년을 가르칠 수 있음을 의미했다. 스콜라 철학자 칭호를 받은 사람은 몇 년 후에 대학교 전공교과를 학습하여 ‘철학 교사’ 칭호를 받았고, 더 공부를 하면 전공 분야에 대하여 대학교 강단에서 강의를 할 수 있는 자격인 박사 학위를 받았다. 이러한 기간 동안 교원 지망자는 내용적 측면 뿐만 아니라 가르치는 능력에 대한 시험을 지속적으로 보아야 했다. 이러한 교원 양성 교육과 관련하여 아쿠아비바의 보고서는 아래와 같은 글을 담고 있다.
| “ | 만약 교사가 될 사람들이 한 사람씩 그보다 더 유능한 교사에게 배정되어 두 달 또는 더 오랜 기간 동안 읽는 것, 가르치는 것, 쓰는 것, 시험 점수를 판정하는 것, 학급을 운영하는 것 등의 여러 방법들을 훈련받는다면, 이것은 학교에 대단히 유익할 것이다. 교직에 종사하고 있는 교사가 사전에 이러한 훈련을 거치지 아니한다면, 그는 그가 가르치는 학생을 희생하면서 혼자서 그런 것들을 배울 수밖에 없을 것이요, 그가 가르치는 일에 능숙할 때쯤 되면 이미 그의 명성은 땅에 떨어진 뒤이다. 또한, 모르기는 해도, 그는 이미 습득한 나븐 습관을 평생토록 버리지 못할 것이다. | ” |

예수회 교육체계의 가장 큰 특징은 교원과 학생 모두를 교단과 교회의 권위에 종속시킴에 따라 개인의 순간적인 감정과 무분별한 행동을 최대한 억제하려고 한 점이다. 교사의 수많은 직무들은 사전에 전문가들에 의해 정교하게 마련되었고, 수업에서 사용하는 교재와 교수방법 또한 이미 마련되어 있는 것들이었다. 아쿠아비바는 바람직한 교사의 모습과 관련하여 다음과 같은 저술을 남긴 바 있다.
| “ | 다른 사람들이 이미 취급해 놓은 문제에 대해서는 새로운 의견을 쫓지 말아야하며, 어떤 면에서든지 종교와 관련된 문제 또는 그와 유사하게 중대한 문제에 대해서는 교단의 교육장관이나 상급자와 상의하지 아니하고는 새로운 문제를 제기하여서는 아니된다. 현재 자기가 하고자 하는 일이 용납될 수 있는 것인지 의심스러운 경우에는 그 문제와 관련하여 교단의 다른 사람들의 의견을 들어보고 신의 영광을 드높이는 데에 가장 적합한 것을 따르도록 하는 것이 좋을 것이다. | ” |

학생의 경우에는 학업에 임하는 내내 준엄한 훈육의 짐을 지지 않을 수 없었다. 학생들은 빈틈없는 감독 아래 엄격한 규율들을 따라야 했고, 강의 시간에 지각을 하거나 결석을 해서는 아니되었다. 이처럼 학생의 자연적인 욕구를 제한하는 것이 예수회 학교 생활 지도의 핵심이기는 했지만, 학교의 훈육이 혹독하거나 신체적인 고통을 수반하는 것은 아니었다. 체벌은 거의 찾아볼 수 없었으며, 외부의 강제에 의한 훈육보다는 학교와 교사의 학생에 대한 관심을 통해 학생을 올바른 길로 인도해 나가고자 하였다. 예수회가 교육과정이라는 교육의 근본적인 문제에 가진 관심은 ‘학습 조건과 환경’이라는 국지적인 문제에도 영향을 주어, 학생에게 학습이 과중한 존재가 되지 않게 하기 위하여 각별한 노력을 기울였다. 공부 시간을 줄여 학생들의 피로를 덜어주고, 포상을 이용하여 학생들의 학습 의욕을 고취하고자 했던 것이다.
18세기 중반까지 예수회의 고등학교와 대학교의 우수성은 단 한번도 의심을 받은 적이 없었다. 예수회의 존재를 부정하고 이들의 활동에 대해서도 전혀 찬성하지 않았던 반대파들조차도 예수회 교육이 우수하다는 사실과 예수회 일원들이 교육활동의 대가라는 점을 인정하지 않을 수 없었다. 17세기 초반 영국의 프란시스 베이컨이 한 다음과 같은 말은 그러한 인정의 전형적인 사례라 할 수 있다.
| “ | 옛날 교육에서 최선의 것은 근래 예수회 학교에 이런저런 방식으로 되살아나 있다. 그들이 가지고 있었던 미신적인 신념에 대해서는 '호사다마(Quo meliores, eo deteriores)'라 말해야 하겠지만, 일간 학습과 도덕 문제에 대한 그들의 견해에 대하여, 본인은 아게실라우스가 그의 적인 파르나바주스에게 한, “저 훌륭한 사람이 어째서 나의 편이 아닌가?”라는 말밖에 달리 할 말이 없다. | ” |

물론 예수회 대학교들의 교육이 형식주의적인 측면을 갖고 있었던 바는 사실이지만, 이는 언어와 사장을 교육의 중심으로 삼은 필연적 결과였다. 그런데 이러한 형식주의적 측면이 개신교 학교를 쇠퇴시키는 결정적 원인이었으나, 예수회의 학교들은 형식주의 교육 때문에 쇠퇴하지는 않았다. 왜냐하면 예수회 학교들은 과거의 여러 교육활동을 발전시켜 당대에 가장 훌륭한 교육원리를 창안하였기 때문이다. 또한 라틴어를 형식언어로 취급한 개신교 학교들과 달리 예수회 내부에서는 라틴어가 상용어였기 때문에 비교적 활력있는 언어주의 교육이 이루어질 수 있었다.
그러나 예수회의 교육은 그들이 내세웠던 우수성에서 기인한 약점으로 인해 오히려 쇠퇴하고 말았다. 교육을 종교에 종속시킨 결과 시간이 지날수록 교육방법이 경직되었고 보수화되었다. 이 때문에 예수회의 교육은 초기의 활력은 사라지고 시대에 뒤떨어진 교육으로 전락하고 말았다. 이 결과로 예수회의 수많은 학교들은 18세기에 대두된 과학적 사고라는 시대정신에 적응하지 못하고 급속히 쇠퇴하기 시작했다. 이 점은 예수회 학교뿐만 아니라 종교개혁 시기에 폭발적으로 퍼져나간 수많은 학교에 공통적으로 해당하는 것이었지만, 예수회는 구태의연한 종교단체라는 고정관념이 예수회 학교의 쇠퇴를 가속했다. 마침내 1773년 예수회가 탄압을 받게 되었고, 이로써 거의 모든 예수회 학교들은 문을 닫고 말았다.

## 같이 보기
- 서양 근세의 교육
- 인문주의 시대의 교육
- 인문주의 교육의 확산

- 종교개혁
- 종교개혁기
- 마르틴 루터
- 장 칼뱅
- 예수회